# Алан Мур
Алан Мур (англ. Alan Moore; нар.18 листопада 1953) — англійський письменник, відомий, перш за все, роботою над коміксами, серед яких найпопулярнішими є «Вартові», «V означає Вендетта», «З Пекла». Також працював під псевдонімами: Курт Вайл, Венус Лундж, Джилл де Рей, Шерлок Блу і Тренслусія Бабун. Його часто називають найкращим творцем коміксів в історії, також іноді «одним з найвизначніших британських письменників останніх п'ятдесяти років».
Мур почав писати для британських андеграундних і альтернативних журналів наприкінці 1970-х. Перші його вдалі публікації з'явилися в таких журналах як «2000AD» і «Warrior». Згодом його запросили в американське видавництво DC Comics, і він став «першим автором коміксів, який жив у Великій Британії і працював в Америці». Він працював над деякими відомими персонажами, такими як Бетмен і Супермен. Під час роботи в DC Comics, Мур написав «Вартові», «Убивчий жарт» і «Що трапилося із Людиною Завтрашнього дня?». Протягом цього десятиліття Мур став одним з тих авторів коміксів, які допомогли змінити ставлення до жанру в США та Об'єднаному Королівстві. Згодом йому була приписана заслуга у розділенні термінів «графічний роман» і «комікс».

## Раннє життя

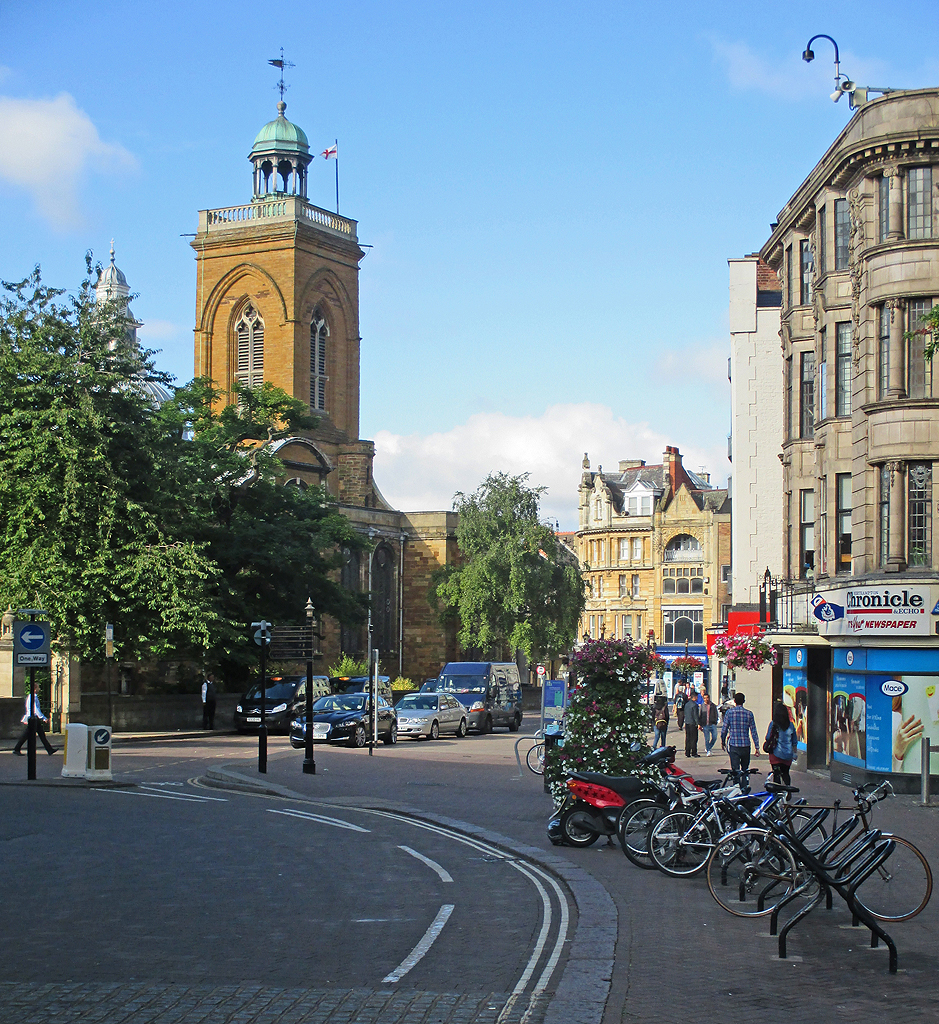
Центр міста Нортгемптон, де Мур провів усе своє життя і яке згодом стало місцем дії його роману «Єрусалим».

18 листопада 1953 в Лікарні Св. Едмонда в Нортгемптон, Англія, в робітничій сім'ї народжується хлопчик. Його називають Алан. Він росте в районі Нортгемптон, відомому як Берроуз (The Burroughs). Це район, де рівень доходів низький, а рівень неписьменності високий. Проте, пізніше Алан Мур скаже, що «любив це. Любив людей. Любив суспільство і … не знав, що буває якось по-іншому».
Він живе з батьками в невеликому будинку. Батько — Ернест Мур — працює на пивоварному заводі, а мати — Сільвія Дорін — друкаркою. Також в будинку живуть молодший брат Алана Майк і їх бабуся по материнській лінії. Він, починаючи з п'яти років, читає все підряд, беручи книги з місцевої бібліотеки.
Одночасно з надходженням в початкову школу Спрінг-Лейн він починає читати комікси. Спочатку це британські комікси, такі як «Циліндр» (Topper) і «Ніс» (Beezer), але зрештою він переходить на американські «Флеш» (Flash), «Детективний комікс» (Detective Comics), «Фантастична четвірка» і «Чорний яструб» (Blackhawk).
Склавши випускний іспит, Алан надходить в Нортгемптонську середню школу, де вперше зустрічається з людьми з «середнього класу». Рівень освіти в середній школі виявляється набагато вище, і вражений Алан з одного з найкращих учнів в одну мить перетворюється на самого відсталого. У процесі навчання він втрачає всякий «інтерес до наукового дослідження» і вірить, що у вчителів є «таємний навчальний план», розроблений для того, щоб навчити дітей «точності, покори і прийняття монотонності».
Тим часом, наприкінці 1960-х, він цікавиться рухом хіпі, повіривши їх ідеалам, що всі будуть «братами в Епоху Водолія». Він також починає публікувати свої вірші та есе в невеликих аматорських журналах, що призводить його до ідеї створення власного журналу. Журнал називався «Ембріон» (Embryo) і через нього Мур зв'язується з групою хіпі, відомої як «Лабораторія Мистецтв» (Arts Lab).

Під впливом творчості Тімоті Лірі, Алан починає продавати ЛСД в школі, за що його виключають в 1970-му році. Пізніше він опише себе як «одного з найбезглуздіших дилерів ЛСД у світі». Після цього випадку директор школи «зв'язався з іншими навчальними закладами, куди я звертався, і порадив їм не приймати мене, тому що я представляю небезпеку для морального обличчя інших студентів. Можливо, він мав рацію.»

«ЛСД було неймовірним переживанням. Не те, щоб я рекомендую це комусь ще, але мені воно частково допомогло зрозуміти те, що реальність не об'єктивна. Та реальність, з якою ми стикаємося щодня, була однією реальністю, справжньою. Але були й інші: інші точки зору, де у тих же речей є інші значення, які настільки ж реальні. Це справило на мене колосальний вплив.»
Алан Мур, (2003)

Продовжуючи жити в будинку батьків протягом декількох років, він постійно змінює роботи. За ці роки він встигає попрацювати і мийником туалетів, і працівником шкіряного заводу. Приблизно в 1971-му він починає зустрічатися з дівчиною на ім'я Філліс, разом з якою він переїжджає в «невелику однокімнатну квартиру на Барроко-Роуд в Нортгемптоні». 1974 року вони одружуються і переїжджають в новий муніципальний мікрорайон в східній частині міста, де Алан працює в офісі місцевого газового управління. Однак він відчуває, що не досягне нічого на цій роботі, і вирішує спробувати заробити на життя чимось більш творчим. Згодом він так описував поворот у своєму життя: 
«Мені було двадцять п'ять, у нас з дружиною скоро мала народитись дочка. Я працював у газовій компанії. Це не була найкраща посада, але ж ми чекали на дитину. В цей момент письменництво сказало мені кинути мою роботу. І я не мав особливого вибору»

## Кар'єра

### Початок кар'єра: 1978—1980
Залишивши офісну роботу, Мур вирішує зайнятися написанням і ілюструванням коміксів. До цього часу він вже написав кілька стрипів (коротких коміксів з декількох картинок) для декількох альтернативних журналів. Серед них були «Anon E. Mouse», для місцевої газети «Anon» і «St. Pancras Panda» — пародія на «Ведмедика Паддінгтона», для «Back Street Bugle», що знаходиться в Оксфорді.
Перший гонорар Мур отримує за кілька малюнків, які були надруковані в музичному журналі NME. Трохи пізніше йому вдається серія історій про приватного детектива Роскоу Москоу (Roscoe Moscow), який він видає під псевдонімом Курт Вайл (Curt Vile) (гра слів на імені композитора Курта Вайля (Kurt Weill)) в щотижневому музичному журналі «Sounds». На цій серії він заробляє по 35 фунтів на тиждень.
В цей же час у них з Філліс народжується дочка Ліа і для того, щоб вижити вони оформляють допомогу з безробіття. Трохи пізніше, в 1979 році, Алан починає публікувати новий комікс «Максвелл Чарівна Кішка» (Maxwell the Magic Cat) в «The Northampton Post» під псевдонімом Джилл де Рей (Jill de Ray) (гра слів з ім'ям середньовічного маніяка Жиля де Ре (Gilles de Rais)). Заробляючи ще по 10 фунтів на тиждень, він вирішує відмовитися від соціального забезпечення, і продовжує писати «Максвелла Чарівну Кішку» до 1986 року.
Мур говорив, що був би щасливий продовжити пригоди Максвелла як завгодно довго, але припинив роботу після того, як газета опублікувала негативну статтю про гомосексуалів.
Тим часом Алан Мур повністю відмовляється від малювання і вирішує зосередитися на написанні сценаріїв коміксів. Своє рішення він пояснює так: «Після того, як я займався цим протягом декількох років, я зрозумів, що ніколи не буду в змозі малювати досить добре і/або досить швидко, щоб забезпечити собі гідні заробітки як художник.»
Щоб навчитися писати успішні сценарії коміксів, Алан Мур просить поради у свого друга, автора коміксів Стіва Мура, з яким він знайомий з чотирнадцяти років. Бажаючи писати для 2000AD, одного з чільних британських журналів коміксів, Мур посилає їм сценарій для відомого коміксу «Суддя Дредд». У той час у видавництві не потребували іншого автора для Судді Дредд (його успішно писав Джон Вагнер), але редактор видавництва Алан Грант побачив в роботі Мура потенціал. Він сказав: «цей хлопець збіса хороший автор» і запропонував Муру написати кілька історій для серії «Future Shocks». Перші історії не прийняли. Грант дав Муру кілька порад, як їх поліпшити, і, в кінцевому рахунку, прийняв одну історію. Як виявилося надалі, вона стала першою з багатьох.
Тим часом Алан Мур також пише невеликі історії для «Doctor Who Weekly». Пізніше він скаже про них: «Я дійсно дуже хотів регулярну смугу. Я не хотів робити розповіді … Але іншого не було. Мені пропонували короткі історії на чотири або п'ять сторінок, де вся історія повинна була укластися на цих п'яти сторінках. Озираючись назад, можу сказати, що це було найкраща школа, де я навчався побудови сюжету».

### Marvel UK, 2000AD, і Warrior: 1980—1984
З 1980-го по 1984 рік Алану Муру, який продовжує працювати позаштатним автором, починають надходити пропозиції про роботу від різних видавництв Великої Британії, а саме від 2000AD, Marvel UK і Warrior. Він пізніше опише це так: «Я пам'ятаю, що всі навколо раптом стали пропонувати мені роботу тільки тому, що боялися, що роботу мені можуть дати їхні конкуренти». Це був час зростаючої популярності коміксів у Великій Британії, і, як сказав Ленс Паркін (Lance Parkin), «британська індустрія коміксів була згуртована як ніколи раніше, і було ясно, що потрібно рости разом з аудиторією. Комікси стали читати не тільки маленькі хлопчики-підлітки і навіть студенти університетів — тепер читали їх».
Протягом трьох років 2000AD видає понад п'ятдесят історій Мура для серій Future Shocks і науково-фантастичного серіалу «Обманщики Часу» (Time Twisters). Редактори журналу, надихнувшись роботою Мура, пропонують йому постійну смугу, яку вони хочуть почати з історії, заснованої на фільмі «Інопланетянин» (ET the Extra-Terrestrial). В результаті з'являється комікс «Skizz», ілюстрований Джимом Бейкі (Jim Baikie). Це історія про інопланетянина, який зазнає аварії на Землі і починає піклуватися про жінку на ім'я Роксі. Іншою серією, яку він пише для 2000AD, стає «DR і Quinch», ілюстрований Аланом Девісом (Alan Davis). Це історія (Мур визначив її як «продовження традиції»Нестерпного Денніса"(Dennis the Menace), але тільки з термоядерними здібностями") будується навколо двох інопланетян-хуліганів, і являє собою наукову фантастику з персонажами OC і Stiggs з гумористичного журналу «National Lampoon». Однак вершиною кар'єри Мура в 2000AD стає «Балада про Хало Джонса» (The Ballad of Halo Jones) — перша серія коміксів, яка будується навколо персонажа жіночої статі. Сам Мур пізніше опише цей комікс як «робота над ним була найкращою для мене». На жаль, створена разом з художником Єном Гібсоном (Ian Gibson), серія була закрита раніше, ніж були написані всі епізоди.
Іншим видавництвом коміксів, яке захотіло найняти Алана Мура, стало Marvel UK, яке вже купило кілька його історій для «Doctor Who Weekly» і «Star Wars Weekly». Прагнучи завоювати дорослішу аудиторію, ніж їх головні конкуренти 2000AD, вони наймають Мура, щоб той писав серію коміксів «Капітан Британія», «з середини основної сюжетної лінії, яку він не читав і так до кінця не зрозумів». Він замінює колишнього учасника Дейва Торпа (Dave Thorpe), але вирішує працювати з колишнім художником, Аланом Девісом (Alan Davis), якого Мур описує як «художника, який любить середовище, і який щиро радіє, коли йому вдається вигідно використовувати в межах цього середовища будь-яку лінію, кожен новий дизайн костюмів, кожен нюанс виразу облич персонажів».
Третім видавництвом коміксів, на яке працює Мур в цей період, стає новий щомісячний журнал «Warrior», заснований Дезом Скінном (Dez Skinn), колишнім редактором обох видавців 2000 AD і Marvel UK. Журнал пропонує авторам більшу свободу, ніж була дозволена великими видавництвами. Саме в «Warrior», згідно Лансу Паркіну (Lance Parkin), Мур «почне досягати свого потенціалу».

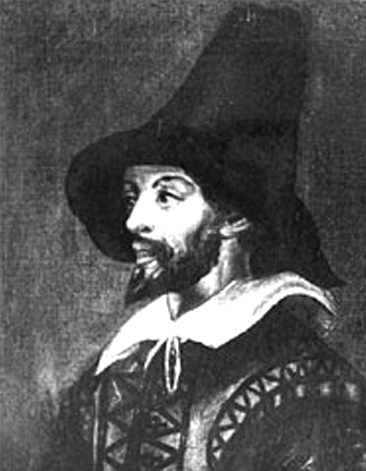
Ґай Фокс слугує фізичним і філософським натхненням для головного героя «V означає Вендетта».

Спочатку Алану Муру дають дві великі історії в «Warrior»: «Marvelman» і «V означає Вендетта», обидві починають виходити з самого першого номера журналу з березня 1982. «V означає Вендетта» — трилер-антиутопія про майбутнє, де фашистський уряд управляє Великою Британією. Йому протистоїть самотній анархіст, одягнений в костюм Гая Фокса. Герой стає терористом, щоб повалити уряд. «Вендету» ілюструє Девід Ллойд (англ. David Lloyd). Мур так незадоволений урядом Маргарет Тетчер, що придумує фашистську державу, де усунуті всі етнічні та сексуальні меншини. Водночас, Девід Ллойд стверджував, що головним поштовхом для них була не так Тетчер, яка тоді ще не встигла себе проявити сповна, як підйом ультраправих настроїв, що відчуувався тоді в суспільстві. «V означає Вендетта» називають «найкращою роботою Мура», вона створює його культ і підтримує популярність протягом наступних десятиліть.
«Marvelman», який з юридичних причин перейменовують в «Miracleman», спочатку був серією коміксів, що видавалися у Великій Британії з 1954 по 1964 роки. Він був оснований на американському коміксі «Captain Marvel». Після відродження «Marvelman» Мур «бере дитячий персонаж і поміщає його в реальний світ 1982 року». Ілюструють комікс Гаррі Ліч (Garry Leach) і Алан Девіс (Alan Davis). Третя серія коміксів, яку Мур робить для «Warrior», називається «The Bojeffries Saga». Це комедія про англійську родину з робітничого класу, яка складається з вампірів і перевертнів. Цю історію ілюструє Стів Пархаус (Steve Parkhouse).
На жаль, «Warrior» закривається раніше, ніж ці історії встигають опублікувати повністю. Однак і «Miracleman» і «V означає Вендетта» були згодом закінчені до 1989 року і їх видали інші видавці. Біограф Алана Мура Ленс Паркін (Lance Parkin) пише, що «якщо читати ці твори разом, можна помітити деякі цікаві деталі: в одному герой бореться з фашистською диктатурою в Лондоні, в іншому -супермен-арієць створює її».
Хоча роботи Алана Мура вважаються одними з найпопулярніших, і друкуються у 2000 AD, сам Мур дедалі більше відчуває брак свободи сценариста в британській індустрії коміксу. В інтерв'ю журналу Arkensword в 1985 році він говорить про те, що припинив працювати на всю компанію Британських видавців IPC «з тієї простої причини, що IPC брехала мені, шахраювала і взагалі вважала мене лайном». 1986 року Мур припиняє писати для 2000AD, не дописавши глави історії «Halo Jones». Відверті висловлювання Алана Мура і його принциповість, особливо з приводу авторських прав, ще не раз приведуть його до розриву відносин з багатьма іншими видавцями протягом всієї його кар'єри.
Тим часом, Алан Мур під псевдонімом Транслюсія Бабун виходить на музичну сцену, засновуючи групу «Sinister Ducks» разом з басистом готичної групи «Bauhaus» Девідом Дж (David J) і Алексом Гріном (Alex Green). У 1983 вони випускають сингл «March of the Sinister Ducks», оформлений ілюстратором Кевіном О'Нілом (Kevin O'Neill). У 1984-му Алан Мур і Девід Дж випускають 12-дюймову платівку в якій найпопулярнішою виявляється пісня «Це порочне кабаре» (This Vicious Cabaret), яка звучить в «V означає Вендетта». Платівку випускає лейбл Glass Records. Мур також пише пісню «Leopardman At C & A» для Девіда Дж., Музику для якої складає Мік Коллінз (Mick Collins). Пісня входить в альбом «We Have You Surrounded» і виконується групою Коллінза «The Dirtbombs».

### Американський мейнстрім і DC Comics: 1983—1988
Робота Алана Мура в британських видавництвах привернула увагу редактора DC Comics Лена Вейна (Len Wein), який наймає Мура в 1983 році для написання «Болотяної істоти» (Swamp Thing), шаблонного коміксу, який погано продається. Мур, разом з художниками Стівеном Р. Біссетт (Stephen R. Bissette), Ріком Веїчем (Rick Veitch) і Джоном Тотлебеном (John Totleben), повністю змінює персонажа, пишучи серію експериментальних історій в жанрі фантастичного фільму жахів, але з сюжетами які зачіпають соціальні проблеми і проблеми захисту навколишнього середовища. Також в коміксі робляться спроби дослідити культуру Луїзіани, де відбувається дія коміксу. В ролі персонажів «Болотяної істоти» Алан Мур дає друге життя багатьом занедбаним чарівним і надприродним персонажам [DC Comics], включаючи Примари (Spectre), Демона (Demon), Примарного Незнайомця (Phantom Stranger), Мерця (Deadman) та інших. Також він придумує Джона Костянтина (John Constantine), англійського мага, вихідця з робітничого класу (образ якого був змальований з музиканта Стінга), який пізніше стає головним героєм окремого коміксу «Hellblazer», нині[коли?] найдовшого безперервно видаваного коміксу видавництва Vertigo.
Алан Мур продовжує писати «Болотяну істоту» протягом ще приблизно трьох років, з випуску № 21 (січень 1984 г.) до випуску № 64 (вересень 1987 г.) за винятком випусків № 59 і № 62. Ця робота Мура була прихильно оцінена критиками і успішна в комерційному плані. Успіх Мура підштовхує DC до того, щоб найняти на роботу інших європейських і особливо британських авторів, таких як Грант Моррісон (Grant Morrison), Джеймі Делано (Jamie Delano), Пітер Мілліган (Peter Milligan) і Ніл Гейман (Neil Gaiman). Видавництво хоче, щоб вони писали комікси в тому ж стилі з радикально оновленими відомими персонажами. Комікси, написані цими авторами, поклали початок тому, що стало основною лінійкою видавництва Vertigo.
Мур продовжує писати для DC Comics. Одна з таких його робіт — історія в двох частинах для коміксу «Лінчувателем» (Vigilante), в якій досліджується проблема домашнього насильства. В кінцевому рахунку Алану Муру дають шанс написати історію для одного з найвідоміших супергероїв DC — Супермена, під назвою «Для людини, у якої є все» (For the Man Who Has Everything). Ілюструє цю історію Дейв Гіббонс (Dave Gibbons) і вона виходить у світ в 1985 році. Історія розвивається навколо Супермена, але так само включає в себе багато інших супергероїв, включаючи Чудо-Жінку (Wonder Woman) і Бетмена (Batman). Вони приходять на день народження Супермена і виявляють, що він заражений таємничим грибком і галюцинує про звичайне життя. Мур пише ще одну історію про Супермена: «Що трапилося c людиною завтрашнього дня?» (Whatever Happened to the Man of Tomorrow?) Яка була видана в 1986 році. Ілюстрував комікс Курт Сван (Curt Swan). Цей комікс замислювався як остання історія про Супермена у всесвіті DC «Crisis on Infinite Earths».

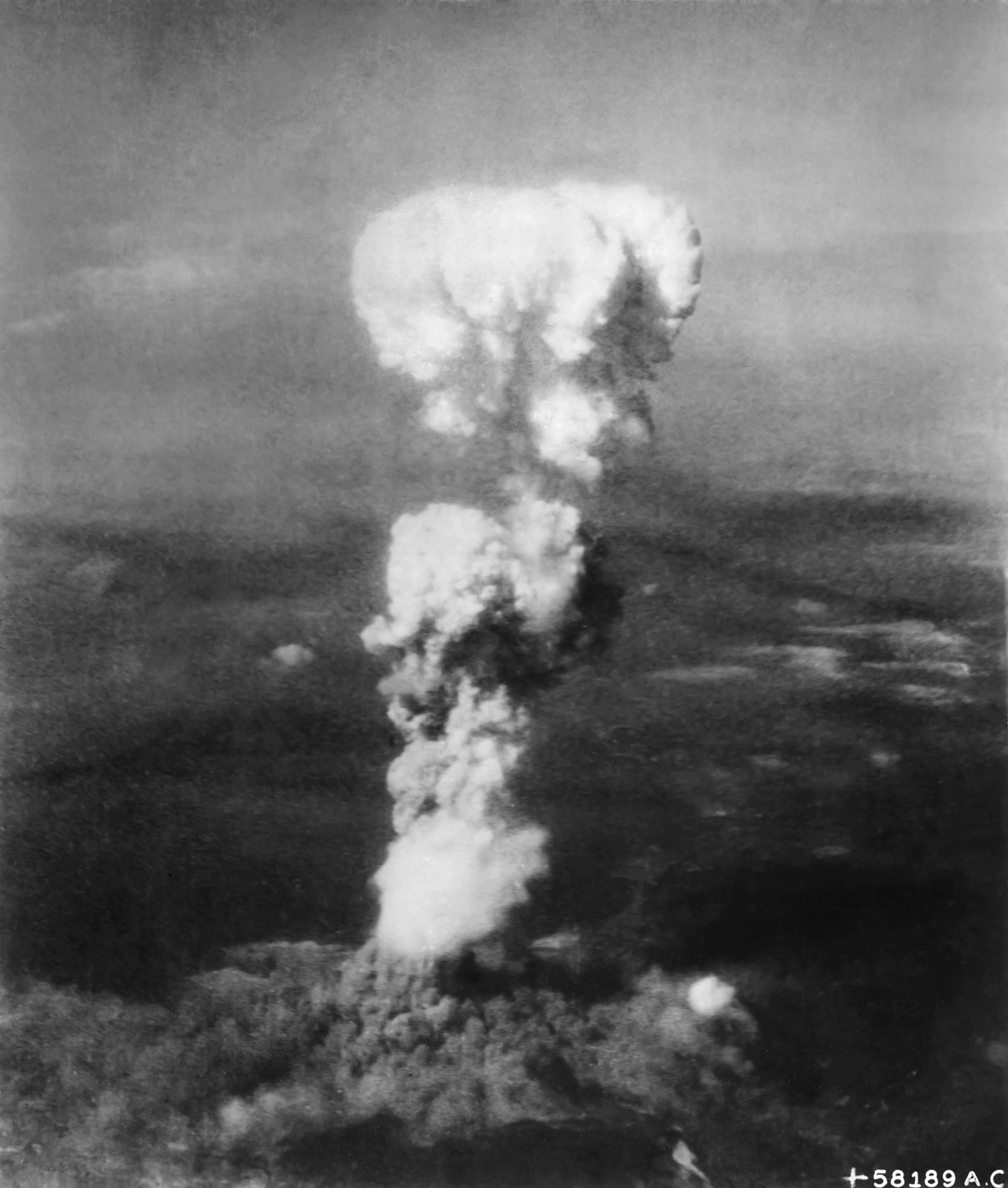
Загроза ядерної війни під час Холодної війни вплинула на тон та оформлення «Вартових»

1988 року виходить написана Аланом Муром і ілюстрована Брайаном Боллендом (Brian Bolland) історія про Бетмена: «Убивчий Жарт» (The Killing Joke). Сюжет обертається навколо Джокера, який втікає з психіатричної лікарні Аркхема і починає смертельні веселощі, залучаючи до них Бетмена, який намагається його зупинити. Попри те, що ця історія вважається ключовою в перегляді Бетмена як персонажа, поряд з такими коміксами як «Темний Лицар повертається» (The Dark Knight Returns) Френка Міллера і «Бетмен: Рік перший», Ленс Паркін вважає, що «тема розвинена недостатньо» і «це — рідкісний приклад в біографії Мура, коли замальовка коміксу краща, ніж сценарій». Це визнає і сам Мур.
Обмежена серія «Вартові» (Watchmen), яка була розпочата в 1986 році і видана окремою книгою в м'якій обкладинці в 1987-му, остаточно закріплює репутацію Алана Мура. У цьому коміксі вони разом з художником Дейвом Гіббонсом (Dave Gibbons) показали яким був би світ, якби супергерої дійсно існували з 1940-х. В результаті вийшов всесвіт, у якому все ще йде холодна війна між США і СРСР, і над усіма нависає загроза ядерної війни. Супергерої в «Вартових» переживають кризу середнього віку, працюють на уряд чи знаходяться поза законом. Причому стають супергероями вони з психологічних причин. «Вартові» нелінійні і розповідаються з різних точок зору. А частина глав експериментальні. Наприклад, дизайн п'ятого розділу «Страхітлива Симетрія» (Fearful Symmetry) (в перекладі, який видало видавництво «Амфора», глава називається «Страхітлива стать»), дзеркальний. Остання сторінка є дзеркальним відображенням першої, друга — передостанньої, і так далі. Це ранні прояви інтересу Мура до сприйняття часу і значення поняття «свобода волі».
«Вартові» — єдиний комікс, який отримує літературну премію «Г'юго» (Hugo Award) у номінації «Найкраща інша форма». Цей комікс вважається найкращою роботою Алана Мура, і його регулярно називають найкращим з коли-небудь написаних коміксів. У той же час виходять такі комікси як «Бетмен: Повернення Темного лицаря» Френка Міллера, «Маус» від Art Spiegelman, і Хайме і «Любов і Ракети» (Love and Rockets) Гільберта Ернандеса (Gilbert Hernandez) і Jaime. «Вартові» є частиною тенденції в американському коміксі кінця 1980-х, коли видавництва намагалися залучити доросліших читачів. Мур швидко стає знаменитістю в ЗМІ. Підвищена увага призводить до того, що він дистанціюється від фанатів і більше не відвідує з'їзди і конференції (на одному із зібрань UKCAC в Лондоні нав'язливі мисливці за автографами переслідують його навіть в туалеті).

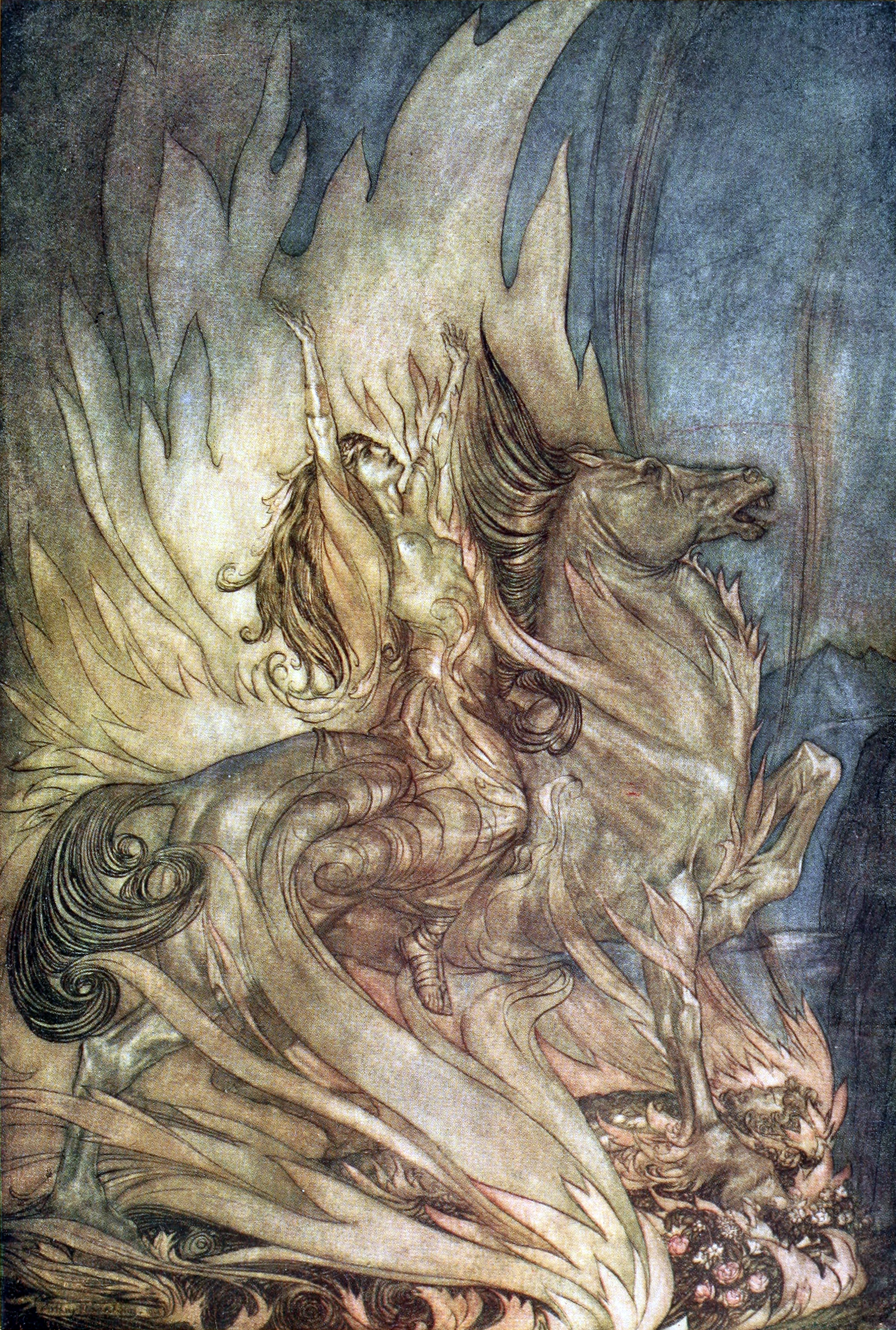
Опера Ріхарда Вагнера Загибель богів (опера) надихнула назву та історію запропонованої Муром «Сутінки супергероїв».

У 1987-му Мур приймає замовлення на міні-серіал під назвою «Сутінки супергероїв» (Twilight of the Superheroes), назва співзвучна опері Ріхарда Вагнера «Сутінки Богів») Дія мала відбуватися в майбутньому всесвіту DC, де світом керують династії супергероїв: Будинок Сталі (на чолі з Суперменом і Чудо-Жінкою) і Будинок Грому (що складається з супергероїв видавництва Marvel). Ці два Будинки збираються об'єднатися, уклавши шлюб династій, і тоді їх загальна влада стане реальною загрозою для свободи людства. Але, деякі персонажі, включаючи Джона Костянтина (John Constantine), спробували стати цьому на заваді щоб звільнити людство від влади супергероїв. Цей комікс також повинен був відновити кілька світів Всесвіту DC, які були знищені в міні-серіалі 1985 «Crisis on Infinite Earths».
Ця серія коміксів ніколи не анонсувалася офіційно, але копії докладних записів Мура з'явилися в Інтернеті і в пресі, не дивлячись на всі зусилля видавництва DC, яке вважає їх своєю власністю. Деякі ідеї, такі як «гіперчас», пізніше з'явилися в інших коміксах DC. У міні-серіалі 1996 року «Kingdom Come» написаному Марком Вейд (Mark Waid) і Алексом Россом (Alex Ross), експлуатується ідея конфлікту між супергероями в майбутньому всесвіті DC. Вейд і Росс заявляли, що вони читали концепцію «Сутінків» перед тим як почати роботу, але будь-які подібності незначні і випадкові.
Відносини Алана Мура з DC поступово гіршають через розбіжності з питань авторських прав та ведення комерційного планування виробництва. Муру і Гіббонсу не виплачують гонорар за випуск додаткового тиражу «Вартових», оскільки DC визначає його як «рекламний тираж». Відповідно до звітів, він і Гіббонс отримують тільки 2 % прибутку, заробленого DC на «Вартових». Тим часом, ряд авторів, включаючи Алана Мура, Френка Міллера, Марва Уолфмена (Marv Wolfman), і Говарда Чайкіна (Howard Chaykin), виявляються невідповідними для видавництва DC через нову систему вікових обмежень для коміксів, подібну до тої, яку використовують для художніх фільмів. Після завершення «V означає Вендетта», яку видавали в DC, в 1989 році Алан Мур звільняється.

### Незалежний період і Шалене кохання: 1988—1993
Залишивши DC і взагалі індустрію коміксів, Алан Мур разом з дружиною Філліс і їх спільною коханкою Деброю Делано (Deborah Delano) намагається організувати власне видавництво коміксів, яке вони називають «Шалене кохання» (Mad Love). Сюжети коміксів, які вони видають в «Шаленому коханні», далекі від наукової фантастики і історій про супергероїв, які Мур звик писати. Це історії в жанрі реалізму, що розповідають про простих людей і політичні проблеми. Першою публікацією, що вийшла в «Шаленому коханні», стає «ХПНПГ: Художники проти неприборканої урядової гомофобії» (AARGH: Artists Against Rampant Government Homophobia). Це збірник робіт кількох авторів, зокрема й самого Мура, які кидають виклик недавно введеному урядом Маргарет Тетчер «Пункту 28» — закону, розробленому, щоб запобігти «просуванню гомосексуальності» в школах. Прибуток від продажів книги перераховується «Організації руху геїв і лесбійок», і Мур цим «дуже задоволений», заявляючи, що «ми не перешкоджали тому, щоб цей законопроєкт був прийнятий, але ми брали участь в загальному русі проти нього, який і запобіг прийняттю цього законопроєкту, як би його творці не сподівалися на зворотне.» Друга видана книга «Театр тіней: Секретна Команда»(Shadowplay: The Secret Team) теж була політичною.
З подачі мультиплікатора і адвоката Дейва Сіма (Dave Sim), Алан Мур вирішує випустити в «Шаленому коханні» свій наступний проєкт — «Великі числа» (Big Numbers). Це повинен був бути 12-серійний комікс про місце, що зветься Хемптон (Hampton) (по суті, «злегка видозміненою версією рідного Муру Нортгемптон»), про те, як великий бізнес впливає на звичайних людей і все це з елементами теорії хаосу. Комікс почав малювати Білл Сенкевич (Bill Sienkiewicz), який після двох випусків в 1990 році відмовився від подальшої роботи. Мур сподівався, що його помічник Білла Ел Колумбія (Al Columbia) замінить його, але цього не сталося, і комікс залишився незавершеним.
Після цього, в 1991 році компанія Victor Gollancz Ltd видає історію Алана Мура «Маленьке вбивство» (A Small Killing), ілюстровану Оскаром Заратом (Oscar Zarate). Це історія про одного рекламщика-ідеаліста, якого відвідує примара його самого в дитинстві. Згідно Ленсу Паркіну, «Маленьке вбивство» — «найімовірніше, сама Недооцінена робота Мура». Незабаром після цього «Шалене кохання» припиняє своє існування, бо Філліс і Дебра розлучаються з Муром і забирають більшу частину грошей, які він заробив в 1980-х.

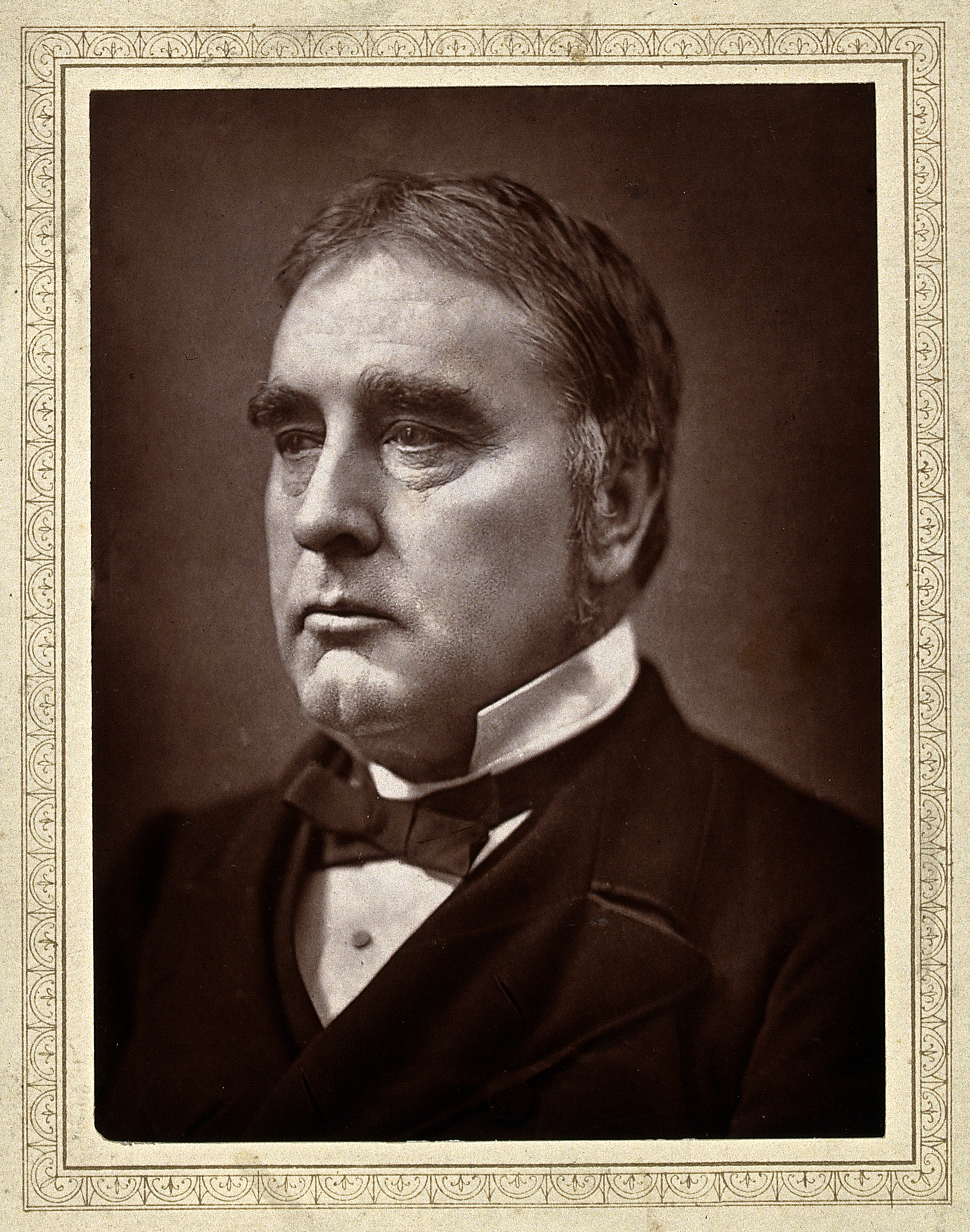
Англійський лікар сер Вільям Галл представлений у ролі злочинеця Джека Різника у творі Мура «З пекла».

Тим часом Мур починає писати для маленької незалежної антології коміксів під назвою «Табу» (Taboo), яку збирає Стівен Р. Біссетт (Stephen R. Bissette). Першим стає комікс «З Пекла», художня інтерпретація історії Джека Різника — маніяка 1880-х років. Натхненний книгою Дугласа Адамса «Холістичне детективне агентство Дірка Джентлі», Мур розмірковує так: щоб повністю розкрити злочин, потрібно досліджувати суспільство в цілому. Це приводить його до того, що він зображує вбивства як наслідок політичної та економічної ситуації того часу. Майже кожна відома людина того часу так чи інакше виявляється пов'язана з подіями. Це і «Людина-слон» Джозефа Мерріка, Оскар Вайлд, індіанський автор Чорний Лось (Black Elk), Вільям Морріс, художник Волтер Сікерт і Алістер Кроулі, який з'являється в образі хлопчика. Комікс ілюструє Едді Кемпбелл (Eddie Campbell) в стилі малюнків тушшю. Мур пише «З Пекла» майже десять років. Комікс переживе «Табу» і змінює ще двох видавців перш, ніж його остаточно збирає в м'якій обкладинці видавництво «Eddie Campbell Comics». «З Пекла» отримує схвальні відгуки, а відомий автор коміксів Воррен Елліс, називає його «мій найулюбленіший графічний роман».
Ще один комікс, який Алан Мур пише для «Табу», називається «Втрачені дівчатка» (Lost Girls). Сам Мур визначає його жанр як «інтелектуальна порнографія». Ілюструє комікс Мелінда Джеббі (Melinda Gebbie), з якої Мур згодом вступає в близькі стосунки. Дія коміксу відбувається в 1913 році. Три дівчини: Аліса з «Аліси в Країні чудес», Дороті з «Чарівника країни Оз» і Венді з «Пітера Пена», різного віку і соціального статусу, зустрічаються в готелі і розповідають один одному історії про свої сексуальні пригоди. Цією роботою Мур робить спробу внести щось нове в жанр коміксу. Він вважає, що порнографія саме такий засіб. Пізніше він скаже: «У мене було багато ідей щодо того, як зробити щирий комікс на сексуальну тему, причому зробити це так, щоб обійти наявні проблеми з порнографією взагалі. Тобто те, що порнографія потворна, нудна і не винахідлива. У неї немає стандартів». Як і «З Пекла», «Втрачені дівчатка» переживають проєкт «Табу». Наступні глави видаються безладно. Тільки після завершення роботи комікс видається повністю в зібранні творів в 2006 році.
У той же час Алан Мур приступає до написання класичного текстового роману. Роман називається «Голос Вогню» (Voice of the Fire) і видається в 1996 році. Незвичайний за побудовою роман складається з кількох оповідань про пов'язані між собою події, що відбувалися в рідному місті Мура Нортгемптон протягом століть: від Бронзової доби до наших днів. Розповіді об'єднуються між собою у велику історію.

### Повернення в індустрію і Image Comics: 1993—1998
У 1993 році Алан Мур відзначає сороковий день народження. Цей рік стає поворотним моментом в його житті: він оголошує себе «церемоніальним магом». Цей рік знаменний і поверненням Мура в індустрію коміксів. Тепер він знову пише історії про супергероїв. Для повернення він вибирає видавництво Image Comics, відоме грубим стилем ілюстрацій, великою кількістю насильства і зображеннями повногрудих напівголих жінок. Такий вибір жахає багатьох його шанувальників.
Першою роботою для нового видавництва стають глави для коміксу «Спаун» (Spawn), які скоро переростають в окремий міні-серіал «1963». Він являє собою «наслідування історіям Джека Кірбі (Jack Kirby), написаним для Marvel в шістдесятих, з їх пафосом, яскравими характерами і космічним стилем». Алан Мур згадує про той час: «після того, як я написав „1963“, я дізнався, наскільки сильно за час моєї відсутності (з 1988) змінилася аудиторія коміксів. Виявилося, що велика частина читачів хоче бачити комікси без будь-якої виразної історії, але зате з великою кількістю великих, повносторінкових зображень в стилі пін-ап. І мені дійсно було цікаво зрозуміти, чи зможу я написати пристойну історію для того ринку».
У цей період він пише комікси, які називає «найкраще з більшості історій для 13-, 15-річних». Сюди входять і три міні-серіали, засновані на світі Spawn: «Віолатор» (Violator), «Віолатор / Бедрок» (Violator / Badrock) і «Спаун: Кровна помста» (Spawn: Blood Feud). 1995 року йому доручають щомісячний комікс Джима Лі (Jim Lee), «Дикі коти» (WildC.ATs). Мур пише 14 випусків цього коміксу, починаючи з № 21. Це історія про дві групи супергероїв, одна з яких вирушає на космічному кораблі до своєї рідної планети, а інша залишається на Землі. Біограф Алана Мура Ленс Паркін критично відгукується про ці комікси і називає їх «найгірше з Мура». Він пише: «Ви відчуваєте, що Мур повинен бути кращим. Цей комікс не особливий». Сам Алан Мур пізніше скаже, що взявся за цей комікс (єдиний щомісячний серіал з часів «Болотної тварини») переважно через те, що поважав Джима Лі. Він не був повністю задоволений цією роботою, вважаючи, що занадто хотів догодити фанатам замість того, щоб робити щось нове.
Потім він береться за комікс «Супрім» (Supreme) Роба Ліфелда (Rob Liefeld). Це історія про персонажа, дуже схожого на Супермена з DC Comics. Замість того, щоб зробити комікс реалістичнішим, як він це робив раніше з коміксами про супергероїв, Мур вчиняє прямо протилежним чином: пише історії в дусі «срібної доби» коміксів про Супермена 1960-х років. Він вводить супергероя жіночої статі, Супріму, суперсобаку Радара, що схожа на криптоніт матеріал, який називають Супреміум. Так само він повертається до оригінального «міфічного» образу американського супергероя, який існував з 1930-х років. З Муром «Суприма» знаходить комерційний успіх і позитивні відгуки критиків. Це означало, що Алан Мур повернувся в світ великих коміксів після декількох років добровільного заслання.
Незабаром в Image Comics відбувається розкол. Один із співзасновників Роб Ліфельд (Rob Liefeld), створює власну компанію Awesome Entertainment, і пропонує Алану Муру створити новий всесвіт, у якому могли б існувати належні йому персонажі Image Comics. Алан Мур пропонує «захоплююче дух і зухвале рішення. Він створює довгу і вишукану історію для цих нових персонажів, підганяючи їх під стилізовану срібну і золоту добу». Він починає писати історії для багатьох персонажів, таких як Доблесть (Glory) і Молода кров (Youngblood). Так само він пише міні-серіал з трьох частин «Судний день» (Judgement Day), у якому описується основа нового світу «Дивовижний Всесвіт» (Awesome Universe). Однак сам Мур незадоволений роботою з Ліфельдом. Він пізніше опише це так: «Я так втомився від ненадійності інформації, яку отримував від нього, що перестав йому довіряти. Не думаю, що він поважав мою роботу, а, отже, і мені було важко поважати його. Також на той час я відчув, що не довіряю співробітникам Image Comics, за винятком Джима Лі (Jim Lee) або Джима Валентино (Jim Valentino) і ще кількох».

### Найкращі комікси Америки: 1999—2008
Один із співзасновників Image Comics, Джим Лі, пропонує Алану Муру випускати власний журнал, який буде знаходитися під управлінням компанії Лі Wildstorm. Мур погоджується, і вирішує назвати його America's Best Comics (Найкращі комікси Америки). Він сам вибирає художників і авторів, які будуть йому допомагати робити журнал. Але через якийсь час Лі продає Wildstorm (а значить, і America's Best Comics) гігантові індустрії DC Comics. «Алан Мур знову виявляється в компанії, з якою він поклявся ніколи більше не працювати». Однак, він вирішує залишитися, пояснюючи це тим, що занадто багато людей задіяні в проєкті. Таким чином, ABC починає своє існування на початку 1999 року. Позаяк Алан Мур вкрай незадоволений ситуацією, що склалася, Лі і редактор журналу Скотт Данбір (Scott Dunbier) особисто прилітають в Англію, щоб запевнити Мура в тому, що продаж журналу його ніяк не торкнеться, і йому не доведеться взагалі контактувати з DC.

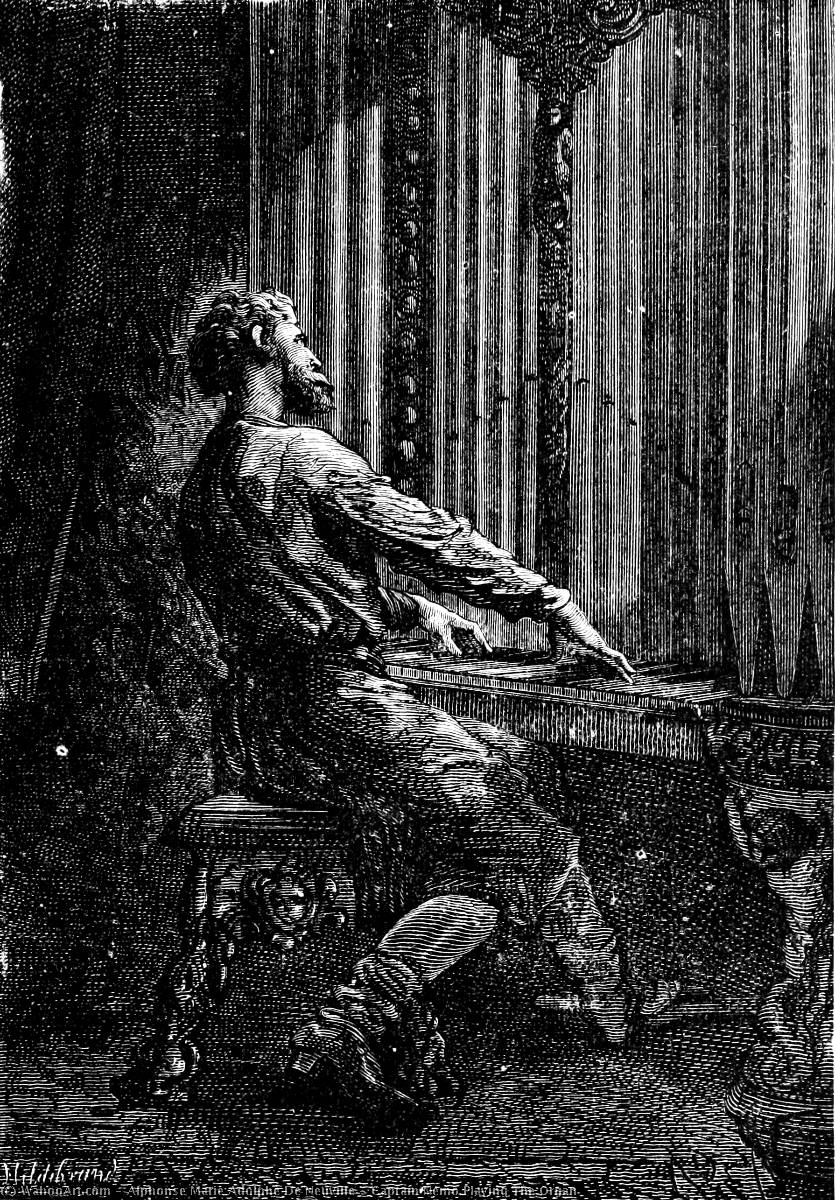
Капітан Немо— один із багатьох вікторіанських літературних персонажів, представлених у «Лізі видатних джентльменів»

Першим коміксом, який вийшов в ABC стає «Ліга видатних джентльменів» (The League of Extraordinary Gentlemen). Цей комікс об'єднує безліч персонажів з вікторіанських пригодницьких романів, наприклад, Алана Куотермейна (Allan Quatermain) з книг Райдера Гаґарда (H. Rider Haggard), Людини-невидимку, Капітана Немо, доктора Джекілла і містера Хайда і Вільгельміну Мюррей з «Дракули» Брема Стокера. Ілюструє комікс Кевін О'Ніл (Kevin O'Neill). У першому випуску Ліга бореться проти професора Моріарті — лиходія з книг про Шерлока Холмса, в другому — проти марсіан з книги Герберта Уеллса «Війна світів». Третя частина з назвою «Чорне досьє» (The Black Dossier) поміщає героїв в 50-ті роки двадцятого століття. Комікси виходять вдалими, чим Мур залишається вкрай задоволений. Йому подобається, що американській аудиторії припадає до душі те, що він називає «вперто англійським», і що ці комікси можуть підштовхнути деяких читачів прочитати оригінальні твори вікторіанської літератури.
Іншим коміксом Алана Мура, що випускається ABC, стає «Том Стронг» (Tom Strong) — постмодерністська історія про супергероя, яка хоч і пародійно, але віддає данину Супергеройському жанру. На створення цього персонажа Мура надихають герої, попередні Супермену, — такі як Доктор Дикун (Doc Savage) і Тарзан (Tarzan). Персонаж, за допомогою якогось препарату отримує безсмертя, що дозволяє Муру включати в розповідь флешбеки (спогади) про пригоди Стронга протягом усього ХХ століття, написані і відмальовані в стилях коміксів і літератури відповідної епохи. Основним художником цього коміксу стає Кріс Спраус (Chris Sprouse). «Том Стронг» виходить дуже схожий на історії про Супріму (Supreme), але, як відзначить пізніше Ленс Паркін, виходить «більш тонким», і стає «найдоступнішим коміксом ABC».
Ще один комікс Алана Мура «Десятка найкращих» (Top 10). Це комедійний поліцейський комікс про життя в місті під назвою Неополис (Neopolis), де абсолютно всі, від поліції і злочинців до простих людей і навіть домашніх тварин, мають незвичайні здібності, носять костюми і ведуть подвійне життя. Цей комікс малюють Ген Ха (Gene Ha) і Зандер Кенон (Zander Cannon). Після 12 випусків комікс закінчується. Але попри малий обсяг, породжує чотири додаткових міні-серії: «Smax» — фентезійний міні-серіал, намальований Зандер Кенононом; «Top 10: Forty-Niners» — приквел основної історії, намальований Геном Ха; і два міні-серіали продовження — «Десятка найкращих: за межами віддаленого району» (Top 10: Beyond the Farthest Precinct) і «Десятка найкращих: другий сезон» (Top 10: Season Two). Обидва продовження пише вже не Мур. Автором першого стає Пол Ді Філіппо (Paul Di Filippo), а малює його Джеррі Ордвей (Jerry Ordway). Другий комікс пише Зандер Кенон, а малює Ген Ха.

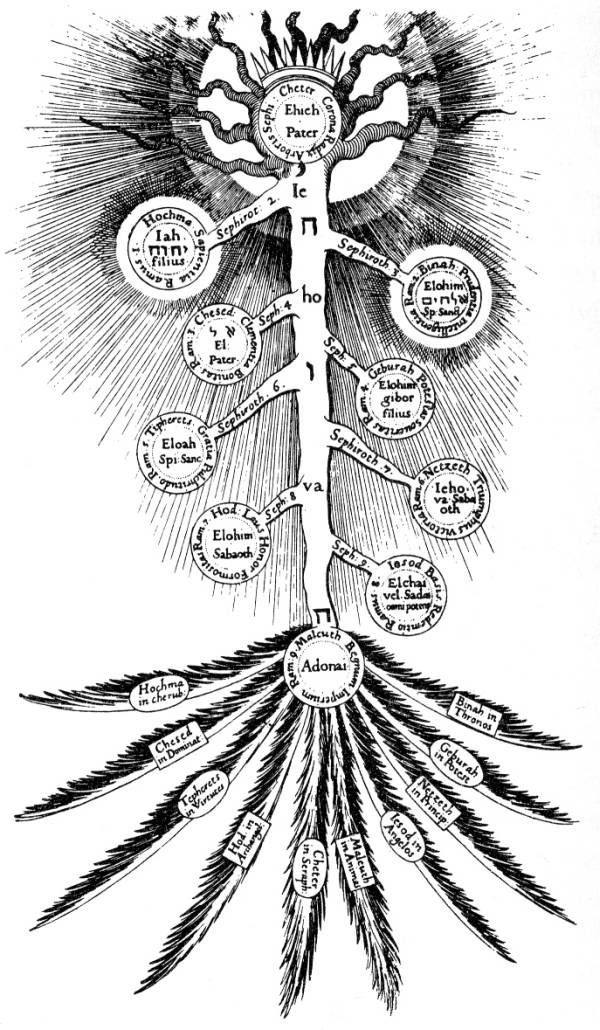
Кабалістичне дерево життя, яке служить структурним пристроєм для розділу в «Прометеї»

Наступним знаковим коміксом стає серіал Алана Мура «Прометеа» (Promethea). У ньому розповідається історія дівчинки-підлітка Софі Бенгс (Sophie Bangs), яка одержима стародавньої ю язичницькою богинею Прометеа (Promethea). У коміксі досліджується багато окультних тем, наприклад, Каббала і саме поняття чарівництва. Мур заявляє, що «хотів би зробити окультний комікс, який не зображував би окультизм як щось темне і страшне, тому що моє бачення окультизму зовсім іншим: Психоделічніше, складніше, експериментальніше, захопленіше і рясніше». Малює комікс Дж. Ейч. Вільямс Третій (JH Williams III). «Прометеа» — одна з найособистіших робіт Алана Мура, вона відображає «систему його поглядів і особисту космологію».
Журнал ABC також друкує антологію «Історії завтрашнього дня» (Tomorrow Stories), в якій діють такі персонажі як Павутина (Cobweb), Перший Американець (First American), Сіросорочечник (Greyshirt), Джек Б. Куїк (Jack B. Quick), і сплеш Бранінган (Splash Brannigan). «Історії завтрашнього дня» створюються саме як антологія — жанр, який в цей час практично зник в американській індустрії коміксів.
Тим часом, всупереч обіцянкам, що DC Comics не втручатиметься в роботу Алана Мура, вони все ж втручаються, чим викликають його сильне обурення. Наприклад, в п'ятому випуску «Ліги видатних джентльменів» була використана справжня старовинна реклама фірмової спринцівки «Marvel». DC змушує директора журналу Пауля Лівиця (Paul Levitz) відкликати весь тираж і перевидати його, перейменувавши «Marvel» в «Amaze», щоб уникнути можливих проблем з Marvel Comics. Історія Павутини (Cobweb), яку Мур написав для восьмого випуску «Історій завтрашнього дня», забороняється до випуску через посилання на книгу Л. Рона Хаббарда (L. Ron Hubbard) і американського оккультиста Джека Парсонса (Jack Parsons) «вавилонські роботи» (Babalon Working). А пізніше з'ясовується, що ця історія була видана в журналі Paradox Press, що належить DC Comics, під назвою «Велика книга змов».
Одночасно з роботою в ABC Алан Мур працює і над іншими проєктами. 2003 року кіностудія Shadowsnake Films знімає про нього документальний фільм «The Mindscape of Alan Moore», який випускається на DVD.

### Повернення до незалежності: з 2009 року по сьогоднішній день

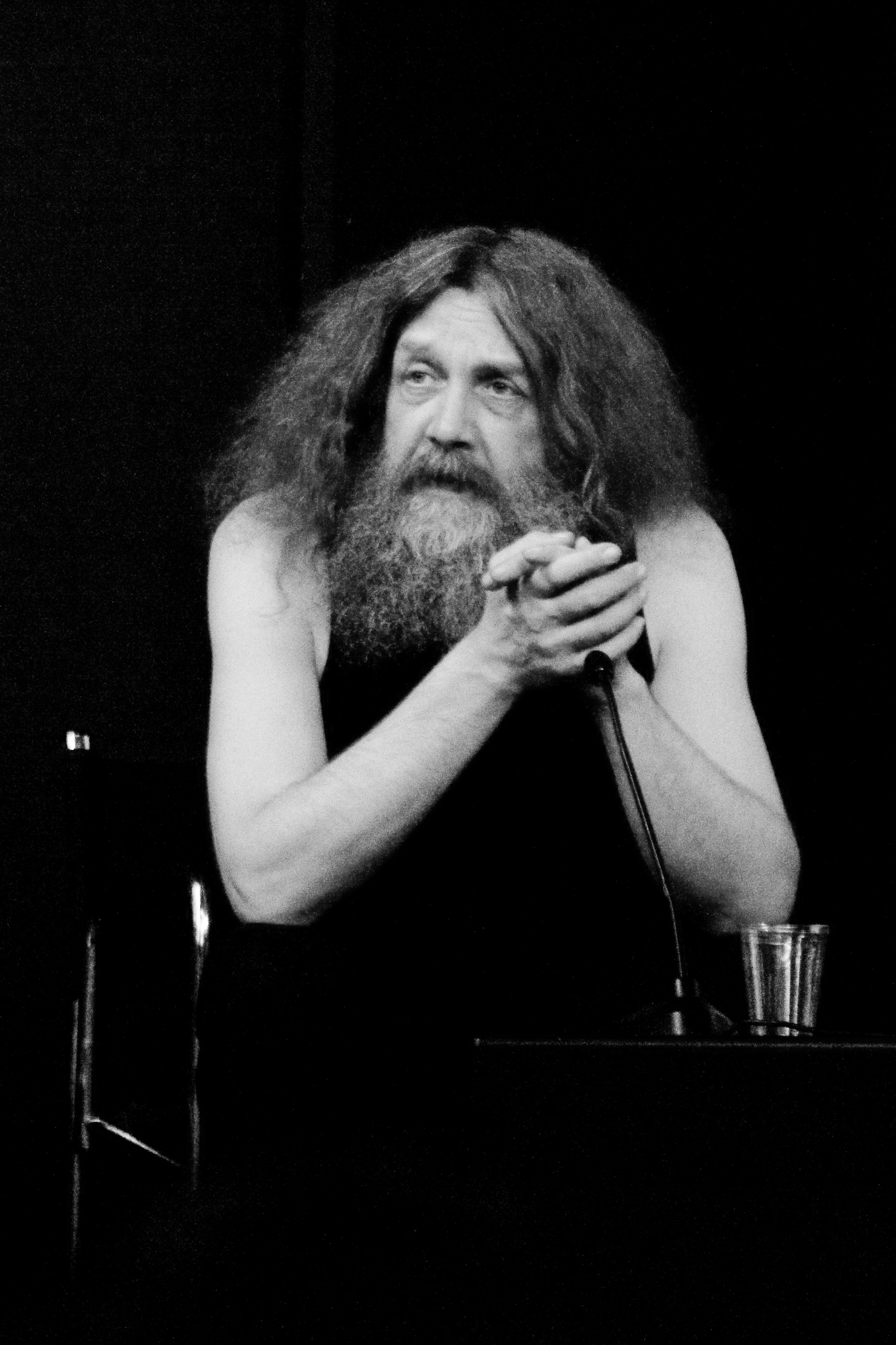
Мур в Інституті сучасних мистецтв, Лондон, у 2009 році

Алан Мур припиняє роботу над більшістю коміксів, які він планував для America's Best Comics. Все це відбувається через його невдоволення втручанням DC Comics в його роботу. Мур знову вирішує піти з індустрії коміксів. Говорячи з Біллом Бейкером (Bill Baker) в 2005 році, він зазначає: «Я люблю комікси, але я терпіти не можу індустрію. Місяців через 15 я, найімовірніше, знову покину індустрію великих комерційних коміксів». Однак над одним з коміксів ABC, а саме «Лігою видатних джентльменів», Мур продовжує роботу. Продовження з назвою «Ліга видатних джентльменів, Том III: Століття» (The League of Extraordinary Gentlemen, Volume III: Century) налічує 216 сторінок і видається в трьох частинах по 72 сторінки кожна. Перша частина вийшла 13 травня 2009 року, друга — 20 липня 2010 року, третя — 27 червня 2012 року.
Після публікації «Загублених дівчаток» (Lost Girls) в зібранні творів у 2006 році Алан Мур публікує статтю, в якій простежує історію порнографії. Він стверджує, що всі соціальні зміни пов'язані з проблемами вседозволеності в сексуальних питаннях. Він засуджує сучасні думки про порнографію, як про щось ганебне і заборонене. Він закликає до нової, більш художньої порнографії, яку можна відкрито обговорювати, і яка матиме позитивний вплив на суспільство. Про це ж він більш детально говорить в книзі-есе з назвою «25 000 років еротичної свободи» (25,000 years of Erotic Freedom), яка видається в 2009 році і отримує таку характеристику: «надзвичайно дотепна історична лекція, свого роду „Жахливі історії“ (Horrible Histories) для дорослих».
У 2007 році Алан Мур після тривалого роману одружується на Мелінді Джеббі (художниці, з якої вони працювали над Lost Girls). У тому ж році він з'являється в мультсеріалі «Сімпсони» (The Simpsons) (він їх, до речі, дуже любить) в серії під назвою «Чоловіки і ножі» (Husbands and Knives), яка була показана в його п'ятдесят четвертий день народження.

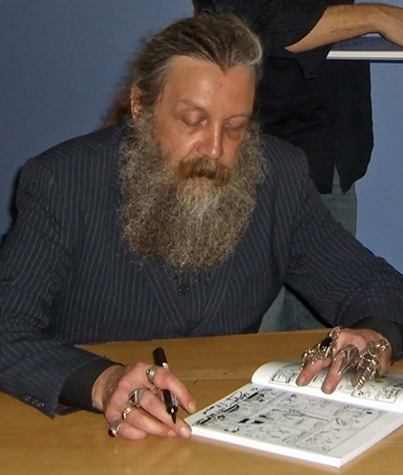
Мур ставить автограф, 2006 рік

У 2009 році Алан Мур починає видавати «перший андеграундний журнал 21-го століття». Журнал називається «Dodgem Logic» (Dodgem — електромобіль з дитячого атракціону). У журналі публікуються роботи авторів (письменників і художників) з Нортгемптон, а також і роботи самого Мура. Іншим проєктом стає окультний підручник «The Moon and Serpent Bumper Book of Magic», над яким вони працюють спільно зі Стівом Муром (Steve Moore). Підручник заплановано до видання у 2013 році у видавництві Top Shelf. Також нині[коли?] Алан Мур працює над другим текстовим романом «Єрусалим» (Jerusalem), дія якого теж буде відбуватися в Нортгемптон.
Dodgem Logic нині[коли?] виходить щомісяця з невеликими статтями Алана Мура в кожному номері, включаючи один міні-комікс, написаний і намальований самим Муром. Комікс називається «Astounding Weird Penises», складається їх восьми сторінок і містить історії на тему магії і її місця в суспільстві.

## Екранізації
Деякі з його книг, такі як «З Пекла», «Ліга видатних джентльменів», «V - значить вендета» і «Хранителі» були адаптовані для фільмів Голлівудом, але через значні зміни в сюжеті, внесені Голлівудом, автор волів, щоб його ім'я не було згадано в титрах кожного з фільмів.
- Рагнарок, 1982
- З пекла, 2001.
- Ліга видатних джентльменів, 2003
- Костянтин, 2005, персонаж Джон Костянтин був створений Муром, в співавторстві з Стівом Біскетом, Джоном Тотлібеном і Ріком Вейтч для коміксу «Болотна тварина»
- V — значить вендета, 2006
- Хранителі 2009

## Вибрана бібліографія

### DC
- «Вартові» (Watchmen)
- «V — значить вендета» (V for Vendetta)
- The League of Extraodinary Gentlemen (VI & II, Black Dossier)
- Tom Strong
- Tomorrow Stories
- Top Ten (# 1-12, Smax, The 49-ers)
- Swamp Thing (V.2 # 21-64)
- Superman Annual # 11
- Superman # 423 і Action Comics # 583 («Whatever Happened To the Man of Tomorrow?»)
- Batman: The Killing Joke
- Tales Of Green Lantern Corps Annual # 2-3

### Image
- Supreme (# 41-56, «the Return»)
- Wild CATS (V.1 # 21-34)

### Самвидав
- З пекла
- 1963
- Halo Jones
- Lost Girls
- Miracleman

### Нехудожня література
- «Alan Moore's Writing for Comics», Avatar Press, (спочатку опубліковане в Fantasy Advertiser 92-95, Август 1985 — лютий 1986 і The Comics Journal 119—121, 1988)
- Voice of the Fire (1996)
- Avatar Press
- Fashion Beast
- A Small Killing
- Neonomicon